# Selaön
Selaön – największa wyspa na jeziorze Melar w Szwecji, zajmująca powierzchnię 95 km². Znajduje się w Stallarholmen, na wschód od Strängnäs i zamieszkuje ją 3000 stałych mieszkańców. Z lądem łączy ją most. Jest też największą wyspą jeziorną w Szwecji.
W Heimskringle, na wyspie Ingjald Illråde zabija Granmara, króla Södermanlandu. 
Na wyspie znajduje się kamień runiczny z Mervalli.